# Diario de Barcelona
Le Diario de Barcelona (en castillan) ou Diari de Barcelona (en catalan) (« Journal de Barcelone ») est un journal fondé à Barcelone et publié du 1er octobre 1792 au 31 juillet 2009, avec quelques interruptions, ce qui en a fait l'une des plus anciennes publications périodiques en Espagne.
Il était d'idéologie conservatrice, catholique et monarchique.